# Beca
Beca je stará hebrejská jednotka objemu. Do češtiny se dá přeložit jako vejce.

## Převodní vztahy
- 1 beca = 85,36 ml = 1/442 éfa